# Mcleod's Daughters
Mcleod's Daughters ( "Las Hijas de Mcleod" ) es un drama australiano transmitido por la cadena Nine Network desde el 2001 al 2009. La serie cuenta la historia acerca de como las hermanas Claire y Tess McLeod, se reúnen después de más de 20 años, luego de heredar Drover's Run, la granja de su padre. También muestra la camaradería, amistad, esfuerzo, relaciones, amor y problemas que enfrentarán cada día las hermanas Mcleod y sus amigos.
Las hermanas deberán trabajar juntas para sacar adelante la granja y sobrepasar todos los problemas que se les aparezcan; contarán con la ayuda de amigos y familiares. 
Mcleod's Daughters fue creado por Posie Graeme-Evans y ha contado con actores invitados como Callan Mulvey, Robert Mammone, Linda Cropper, Jay Laga'aia, Sandy Winton, Nicholas Bishop, Craig McLachlan, Alexandra Davies, Ben Mortley, Sam Healy, Kathryn Hartman, Sonja Tallis y Carmel Johnson.
El 31 de enero de 2009, salió al aire el último episodio de la serie, el cual duró dos horas.

## Historia
Jack Mcleod (padre de Claire y Tess) muere y deja hipotecada la granja familiar "Drovers Run", a sus hijas. El primer matrimonio de Jack fue con Prudence la cual él amó hasta el día de su muerte y con la cual tuvo dos hijos Claire y Adam. Prue muere dando a luz a Adam. 
Después, decide casarse de nuevo con Ruth Silverman, para tener ayuda en el cuidado de su hija Claire, y con la cual tiene a Tess, las dos crecen y se vuelven muy unidas, pero esto acaba cuando la madre de Tess decide divorciarse de Jack y toma a su hija de 5 años de vuelta a la ciudad. 
Tess vuelve al lugar que dejó hace más de 20 años atrás ya que acaba de perder a su madre por el cáncer de mama, y, se encuentra con su hermana Claire que se encarga de todo el trabajo. Las dos se encargarán de mantener la granja y resolver los problemas con la ayuda del ama de casa Meg Fountain (quien esconde un gran secreto), su hija Jodi, Kate, Stieve, Alex, Nick y Dave.

## Personajes

### Personajes principales
| Actor                  | Personaje                    | N.º de episodios | Temporadas             |
| ---------------------- | ---------------------------- | ---------------- | ---------------------- |
| Edwina Ritchard        | Jazmin "Jaz" Mcleod          | 17               | 4, 8                   |
| Zoe Naylor             | Regan Mcleod                 | 53               | 5, 6, 7, 8             |
| Abi Tucker             | Grace Mcleod                 | 45               | 7, 8                   |
| Rachael Carpani        | Jodi Fountain Mcleod-Bosnich | 180              | 1, 2, 3, 4, 5, 6, 7, 8 |
| Simmone Jade Mackinnon | Stieve Hall-Ryan             | 153              | 3, 4, 5, 6, 7, 8       |
| John Schwarz           | Ben Hall                     | 15               | 8                      |
| Luke Jacobz            | Patrick Brewer               | 78               | 5, 6, 7, 8             |
| Jonny Pasvolsky        | Rob Shelton/Matt Bosnich     | 36               | 5, 6, 7                |
| Matt Passmore          | Marcus Turner                | 53               | 7, 8                   |
| Gillian Alexy          | Tayler Geddes                | 54               | 6, 7, 8                |
| Doris Younane          | Moira Doyle                  | 94               | 1, 2, 4, 5, 6, 7, 8    |

### Personajes recurrentes
| Actor          | Personaje          | Número de episodios | Temporadas             |
| -------------- | ------------------ | ------------------- | ---------------------- |
| Sonia Todd     | Meg Fountain Dodge | 106                 | 1, 2, 3, 4, 5, 6, 7, 8 |
| John Jarratt   | Terry Dodge        | 94                  | 1, 2, 3, 4, 5, 6, 7, 8 |
| Peter Hardy    | Phil Rakich        | 43                  | 6, 7, 8                |
| Rachael Coopes | Ingrid Marr        | 23                  | 7, 8                   |
| Basia A'Hern   | Rose Hall-Smith    | 23                  | 4, 5, 6, 7, 8          |
| Reece Horner   | Nat                | 36                  | 3, 4, 5, 6, 7, 8       |

## Antiguos personajes

### Antiguos personajes principales
| Actor         | Personaje     | N.º de episodios | Temporadas             | Causa                                                                       | Estado |
| ------------- | ------------- | ---------------- | ---------------------- | --------------------------------------------------------------------------- | ------ |
| Lisa Chappell | Claire Mcleod | 74               | 1, 2, 3                | muere cuando su camioneta cae en un acantilado                              | Muerta |
| Bridie Carter | Tess Mcleod   | 135              | 1, 2, 3, 4, 5, 6       | se fue a vivir a Argentina con Nick y su hija                               | Viva   |
| Michala Banas | Kate Manfredi | 117              | 3, 4, 5, 6, 7, 8       | se fue de Drovers para dirigir una granja juvenil                           | Viva   |
| Dustin Clare  | Riley Ward    | 49               | 6, 7, 8                | desaparece luego de que el coche en el que viajaba se estrellara en un lago | Muerto |
| Brett Tucker  | Dave Brewer   | 98               | 3, 4, 5, 6             | se fue a trabajar a una clínica veterinaria en África                       | Vivo   |
| Aaron Jeffrey | Alex Ryan     | 202              | 1, 2, 3, 4, 5, 6, 7, 8 | muere cuando un árbol cae encima de él                                      | Muerto |
| Myles Pollard | Nick Ryan     | 124              | 1, 2, 3, 4, 5, 6       | se fue a vivir a Argentina con su esposa Tess e hija                        | Vivo   |

### Antiguos personajes recurrentes
| Actor              | Personaje                  | Número de episodios | Temporadas       | Causa                                                 | Estado |
| ------------------ | -------------------------- | ------------------- | ---------------- | ----------------------------------------------------- | ------ |
| Josef Ber          | Hugh McLeod                | 3                   | 4, 5, 7          | padre de Jaz, Regan y Grace Mcleod                    | Muerto |
| Anthony Hayes      | Jack McLeod                | 1                   | 4                | padre de Claire, Adam, Tess y Jodi Mcleod             | Muerto |
| Sarah Enright      | Prue Mcleod                | 1                   | 4                | madre de Claire y Adam Mcleod                         | Muerta |
| Marshall Napier    | Harry Ryan/Karl Weatherdon | 79                  | 1, 2, 3, 4, 5, 6 | muere después de sufrir un ataque al corazón          | Muerto |
| Inge Hornstra      | Sandra Kinsella Ryan       | 49                  | 2, 3, 4, 5, 6    | en la cárcel por ocasionar la muerte de Harry         | Viva   |
| Gus Murray         | Father Dan                 | 10                  | 8                | -                                                     | Vivo   |
| Michelle Langstone | Fiona Webb Ryan            | 28                  | 6, 7             | Se fue después de divorciarse de Alex                 | Viva   |
| Dean O'Gorman      | Luke Morgan                | 25                  | 4, 5             | Está preso por querer proteger a Jodi de sus errores  | Vivo   |
| Craig McLachlan    | KaneMorgan                 | 10                  | 4                | Se va cuando termina con Stevie por su desconfianza   | Vivo   |
| Jessica Napier     | Becky Howard               | 70                  | 1, 2, 3          | dejó Drovers para iniciar una vida junto a Jake       | Viva   |
| Charlie Clausen    | Jake Harrison              | 27                  | 2, 3             | dejó Killarney para iniciar una vida junto a Becky    | Vivo   |
| Daniel Feuerriegel | Leo Coombes                | 5                   | 6                | Salió con Stevie pero se fue despedido por Harry Ryan | Vivo   |
| Tara Morice        | Michelle Hall-Smith        | 2                   | 5, 7             | Hermana de Stieve y Madrastra de Rose                 | Viva   |
| Fletcher Humphrys  | Brett "Brick" Buchanan     | 18                  | 1, 2, 3          | Muere luego de caer de un puente                      | Muerto |
| Rodger Corser      | Peter Johnson              | 19                  | 1, 2, 3, 4       | Comparte custodia de su hija Charlotte con Tess       | Vivo   |
| Luke Ford          | Craig Woodland             | 22                  | 1, 2, 3, 4       | Dejó de visitar Drovers y se fue a la ciudad          | Vivo   |
| Kathryn Hartman    | Sally Clements             | 23                  | 2, 3, 4, 5       | Ex de Nick y madre de su hijo Harrison                | Viva   |

## Episodios
La primera y segunda temporada de Mcleod's Daughters constan de 22 episodios cada una. La tercera temporada constó de 30 episodios, la cuarta temporada de 32 episodios que hacían un total de 106 episodios. Las sesiones 5, 6 y 7 estaban conformadas por 32 episodes cada una, la octava y última temporada estaba conformada por 22 episodios, la serie terminó con un total de 224 episodios.

## Premios
"Logie Awards": Mcleod's Daughters ha sido nominado a 38 premios entre el 2002 y el 2008, y ha ganado 8 premios Logie; entre los nominados se encuentran Lisa Chappell y Aaron Jeffery. En el 2008 McLeod's Daughters fue nominado por "Drama Australiano Más Popular" y a Simmone Jade Mackinnon por "Actriz Más Popular".

## Localizaciones
- Drovers Run - es el escenario principal de la serie. Drovers Run ha sido propiedad de la familia McLeod por años; luego de la muerte de Jack Mcleod la granja queda en manos de Claire McLeod, Tess Silverman McLeod, Jodi Fountain McLeod, Grace McLeod, Regan McLeod, Jaz McLeod y Stevie Hall Ryan quien es propietaria de una pequeña parte.

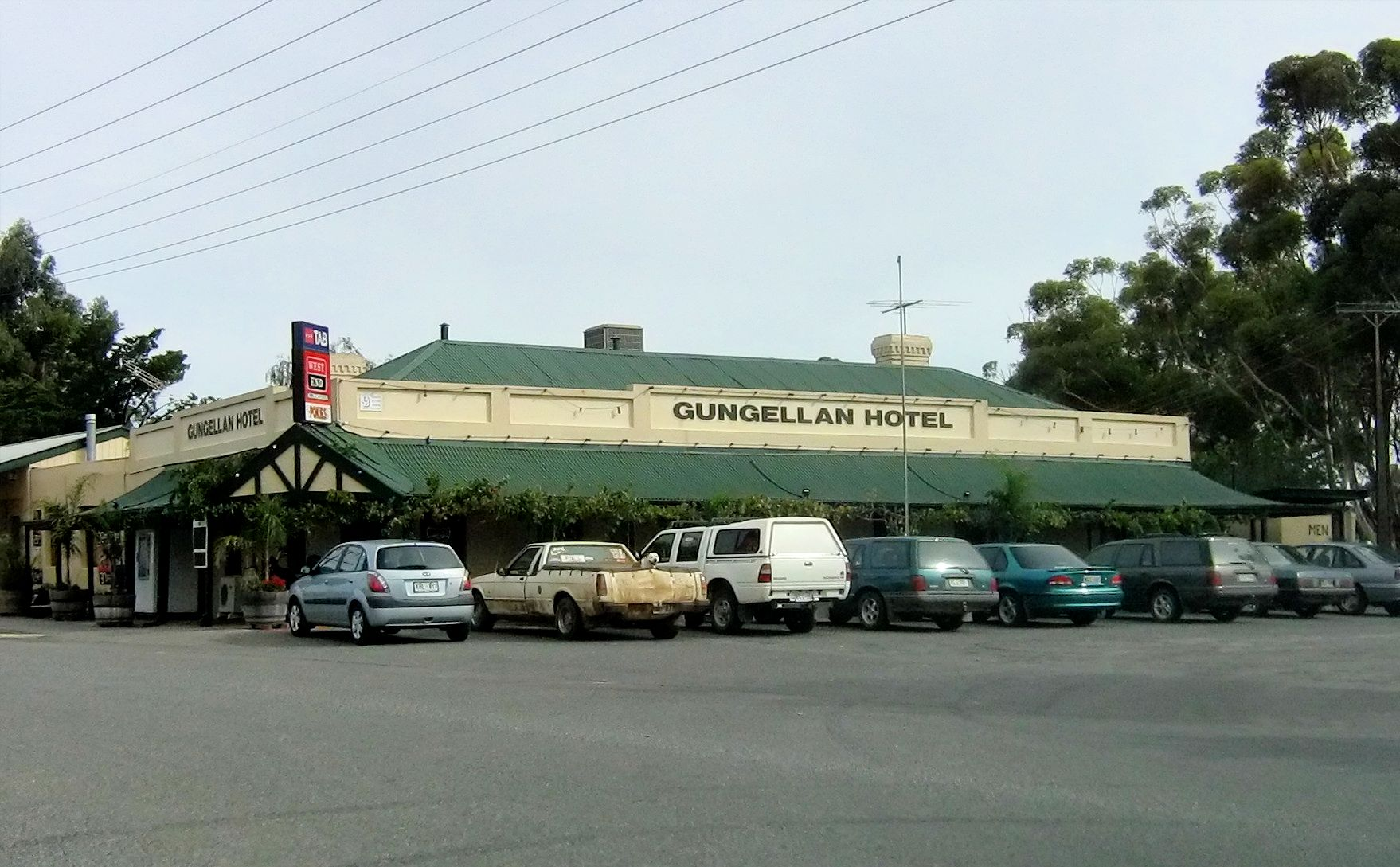
Gungellan hotel.

- Killarney - también conocida como el Imperio Ryan; es propiedad de Harry Ryan, después de su muerte esta se convierte en propiedad de sus hijos Alex y Nick Ryan. Cuando Nick se va a vivir a Argentina con su esposa Tess y su hija Claire, Alex se convierte en el unicó propietario de Killarney, sin embargo su padre biológico Bryce Redstaff se convierte en el propietario de la mitad de la granja. Poco tiempo después Alex recupera la parte de Bryce  y junto a su medio hermano Marcus Turner la dirigen, al final Marcus se convierte en el propietario luego de la muerte de Alex.

- Kinsellas - es una granja local dirigida por Sandra Kinsella entre el 2003 al 2006, quien luego se convierte en la esposa de Harry Ryan. En el 2007 la granja es comprada por Heath Barret.
- The Local Pub - es donde todo el mundo va a tomarse una copa, jugar billar y pasarla bien después de un duro día de trabajo. Becky Howard trabajó ahí en el 2001, Jodi Fountain McLeod en el 2005 y Tayler Geddes en el 2007.

- The Truck Stop - es una tienda donde compran alimentos y combustible. Al principio era propiedad de Harry Ryan, después se convirtió en propiedad de Terry Dodge, Moira Doyle y Regan McLeod, Patrick Brewer trabajó ahí en el 2006. Actualmente es propiedad de Phill Rakich, novio de Moira.

- Gungellan Hotel- es donde se alojan los personajes en algunas ocasiones.

- The Town Hall - es donde se celebran los grandes eventos como Miss Gungellan, juegos y obras.

- Fisher - es la ciudad más cercana a Gungellan.

## Producción
La serie apareció por primera vez en agosto de 2001 por medio de la cadena Nine Network. En el 2002 se convirtió en el tercer drama australiano en tener mayor audiencia.
Posteriormente la serie fue vendida a la cadena Hallmark y debutó en el Reino Unido en octubre de 2001 y en Asia en marzo de 2002.
La creadora de la serie Posie Graeme-Evans escribió originalmente el concepto de McLeod's Daughters para una telemovie la cual resultó ser un éxito en 1996, posteriormente esta resultó en la serie.

## Emisión en otros países
| País            | Nombre              | Canal                               | Fecha de estreno    | Fin de emisión        |
| --------------- | ------------------- | ----------------------------------- | ------------------- | --------------------- |
| España          | Les germanes McLeod | Cataluña en TV3                     | 20 de julio de 2009 | 29 de junio de 2010   |
| España          | As irmás McLeod     | Galicia en TVG                      |                     |                       |
| España          | Las hermanas McLeod | Castilla y León en CYLTV            | 2009                |                       |
| Australia       | McLeod's Daughters  | Nine Network                        | 8 de agosto de 2001 | 31 de enero de 2009   |
| Australia       | McLeod's Daughters  | Hallmark Channel                    |                     |                       |
| Nueva Zelanda   | McLeod's Daughters  | TV2                                 | 2001                | 12 de febrero de 2009 |
| Alemania        | McLeods Töchter     | VOX                                 |                     |                       |
| Austria         | McLeods Töchter     | VOX                                 |                     |                       |
| Suiza           | McLeods Töchter     | VOX                                 |                     |                       |
| Reino Unido     | McLeod's Daughters  | Hallmark Channel                    |                     |                       |
| Asia            | McLeod's Daughters  | Hallmark Channel                    |                     |                       |
| Países Bajos    | McLeod's Daughters  | Net 5                               | 2001                | 2008 o 2009           |
| Bélgica         | McLeod's Daughters  | VTM y Hallmark Channel              |                     |                       |
| Canadá          | McLeod's Daughters  | One                                 |                     |                       |
| Canadá          | McLeod's Daughters  | Vision TV                           |                     |                       |
| Hungría         | McLeod Lányai       | Hallmark Channel, M1                |                     |                       |
| Italia          | Le Sorelle Mc Leod  | Hallmark Channel y Rai Uno (Italia) |                     |                       |
| América Latina  | McLeod's Daughters  | Hallmark Channel                    |                     |                       |
| Estonia         | McLeodi tütred      | Kanal 2, Kanal 11                   |                     |                       |
| Bulgaria        | McLeod's Daughters  | GTV                                 |                     |                       |
| Polonia         | Córki McLeoda       | Hallmark Channel                    |                     |                       |
| Polonia         | Córki McLeoda       | TVP2                                | marzo del 2009      |                       |
| Israel          | McLeod's Daughters  | Hallmark Channel                    |                     |                       |
| Sudáfrica       | McLeod's Daughters  | Hallmark Channel                    |                     |                       |
| Namibia         | McLeod's Daughters  | Hallmark Channel                    |                     |                       |
| Rumanía         | Fiicele lui McLeod  | Hallmark Channel                    |                     |                       |
| Malasia         | McLeod's Daughters  | Hallmark Channel                    |                     |                       |
| Singapur        | McLeod's Daughters  | Hallmark Channel                    |                     |                       |
| Noruega         | McLeod's Daughters  | TVNorge                             |                     |                       |
| Suecia          | McLeods döttrar     | Hallmark Channel Kanal 5            |                     |                       |
| Irlanda         | McLeod's Daughters  | RTÉ Two                             |                     |                       |
| Dinamarca       | McLeod's Daughters  | Kanal 4                             |                     |                       |
| Finlandia       | McLeodin Tyttäret   | YLE TV2 i Hallmark Channel          |                     |                       |
| Croacia         | McLeod's Daughters  | HRT                                 |                     |                       |
| Serbia          | McLeod's Daughters  | Hallmark Channel                    |                     |                       |
| Kuwait          | McLeod's Daughters  | KUWAIT TV2 KTV2 National Channel    |                     |                       |
| República Checa | McLeodovy dcery     | CT1                                 | febrero del 2008    | noviembre de 2008     |
| Lituania        | Makleodo dukterys   | LTV                                 | febrero del 2009    |                       |